# Jack & Diane
Jack & Diane is een nummer van de Amerikaanse zanger John Mellencamp uit 1982, dat hij uitbracht onder zijn toenmalige artiestennaam John Cougar. Het is de tweede single van zijn vijfde studioalbum American Fool.
Volgens Mellencamp is het nummer gebaseerd op de film Sweet Bird of Youth. "Jack & Diane" wist de nummer 1-positie te bereiken in de Amerikaanse Billboard Hot 100. Hoewel het in de Nederlandse Top 40 slechts een bescheiden 31e positie behaalde, werd het nummer toch een grote radiohit in Nederland.